# Мансуров Фарід Салман-огли
Фарід Салман-огли Мансуров (азерб. Mansurov Fərid Salman oğlu; нар. 10 травня 1982, Дманісі, Квемо Картлі, Грузинська РСР) — азербайджанський борець греко-римського стилю, срібний призер та дворазовий чемпіон світу, олімпійський чемпіон.

## Життєпис
Боротьбою займається з 1992 року. Був названий найкращим спортсменом Азербайджану 2007 року. Золота медаль Фаріда Мансурова на чемпіонаті світу з боротьби 2007 року в Баку стала першою найвищою нагородою, завойованою спортсменами Азербайджану на чемпіонатах світу з греко-римської боротьби.
Спортсмену довелося залишити великий спорт, у зв'язку з травмою спини, що давно мучить його і яку він лікував майже відразу після завоювання олімпійського «золота» Афін. На чемпіонаті Європи 2010 року в Баку з Фарідом Мансуровим трапився ще один трагічний випадок — в першій же сутичці континентальної першості Мансуров зламав щелепу і, незважаючи на спроби продовжити виступ у шоломі, в підсумку змушений був завершити виступ достроково. Після операції і певного періоду відновлення Фарід Мансуров разом з тренерами ухвалив рішення завершити кар'єру, оскільки подальше її продовження загрожувало більш серйозними травмами. В результаті Фаріду Мансурову був запропонований пост головного тренера збірної Азербайджану з греко-римської боротьби, а Чемпіонат світу з боротьби 2010 року у Москві став для нього першим випробуванням в новій якості. Вихованці Фаріда Мансурова завоювали дві золоті медалі чемпіонату світу і одну золоту медаль чемпіонату Європи.
Після того, як Фарід Мансуров відмовився від поста головного тренера збірної Азербайджану з греко-римської боротьби, у 2011 році він був призначений на посаду віце-президента Федерації боротьби Азербайджану по молоді.

### Родичі
Своїми успіхами Фарід Мансуров надихнув на заняття греко-римською боротьбою свого близького родича Санана Сулейманова, який став чемпіоном Європи та призером чемпіонату світу.

## Спортивні результати на міжнародних змаганнях

### Виступи на Олімпіадах
| Змагання                    | Збірна      | Вагова категорія                 | Місце  |
| --------------------------- | ----------- | -------------------------------- | ------ |
| Літні Олімпійські ігри 2004 | Азербайджан | греко-римська боротьба, до 66 кг | Золото |
| Літні Олімпійські ігри 2008 | Азербайджан | греко-римська боротьба, до 66 кг | 19     |

### Виступи на Чемпіонатах світу
| Змагання                        | Збірна      | Вагова категорія                 | Місце  |
| ------------------------------- | ----------- | -------------------------------- | ------ |
| Чемпіонат світу з боротьби 2002 | Азербайджан | греко-римська боротьба, до 66 кг | Срібло |
| Чемпіонат світу з боротьби 2003 | Азербайджан | греко-римська боротьба, до 66 кг | 8      |
| Чемпіонат світу з боротьби 2007 | Азербайджан | греко-римська боротьба, до 66 кг | Золото |
| Чемпіонат світу з боротьби 2009 | Азербайджан | греко-римська боротьба, до 66 кг | Золото |

### Виступи на Чемпіонатах Європи
| Змагання                         | Збірна      | Вагова категорія                 | Місце |
| -------------------------------- | ----------- | -------------------------------- | ----- |
| Чемпіонат Європи з боротьби 2003 | Азербайджан | греко-римська боротьба, до 66 кг | 14    |
| Чемпіонат Європи з боротьби 2009 | Азербайджан | греко-римська боротьба, до 66 кг | 5     |
| Чемпіонат Європи з боротьби 2010 | Азербайджан | греко-римська боротьба, до 66 кг | 9     |

### Виступи на інших змаганнях
| Змагання                         | Збірна      | Вагова категорія                 | Місце  |
| -------------------------------- | ----------- | -------------------------------- | ------ |
| Золотий Гран-прі з боротьби 2008 | Азербайджан | греко-римська боротьба, до 66 кг | Срібло |
| Золотий Гран-прі з боротьби 2009 | Азербайджан | греко-римська боротьба, до 66 кг | Золото |

### Виступи на змаганнях молодших вікових груп
| Змагання                                       | Збірна      | Вагова категорія                 | Місце  |
| ---------------------------------------------- | ----------- | -------------------------------- | ------ |
| Чемпіонат Європи з боротьби серед юніорів 2000 | Азербайджан | греко-римська боротьба, до 63 кг | 8      |
| Чемпіонат світу з боротьби серед юніорів 2001  | Азербайджан | греко-римська боротьба, до 63 кг | Золото |
| Чемпіонат світу з боротьби серед кадетів 1997  | Азербайджан | греко-римська боротьба, до 48 кг | Срібло |
| Чемпіонат світу з боротьби серед кадетів 1999  | Азербайджан | греко-римська боротьба, до 58 кг | 16     |